# Bieńczyce (městská část)
Bieńczyce (polsky Dzielnica XVI Bieńczyce) je jedna z městských částí Krakova. Do roku 1990 spadala administrativně pod čtvrť Nowa Huta. K 31. prosinci 2007 žilo v Bieńczycích 44 766 obyvatel. Rozloha městské části činí 376,6 ha.